# 波多野澄雄
波多野 澄雄（はたの すみお、1947年7月24日 - ）は、日本の国際政治学者。博士（法学）（慶應義塾大学・論文博士・1996年）（学位論文『戦時外交と終戦構想、1941-1945』）。筑波大学名誉教授、外務省『日本外交文書』編纂委員長。内閣府アジア歴史資料センター長。専門は、日本政治外交史。

## 略歴
岐阜県出身。

### 学歴
- 1966年 岐阜県立岐南工業高等学校卒業、 防衛大学校に入学
- 1968年 同退学、慶應義塾大学法学部政治学科に入学
- 1972年 同大学卒業、同大学院法学研究科修士課程進学
- 1975年 同大学院修士課程修了、法学修士。同大学院博士後期課程進学
- 1977年 同大学大学院博士後期課程単位取得退学
- 1996年 博士（法学）（慶應義塾大学）（学位論文『戦時外交と終戦構想、1941-1945』[2]）

### 職歴
- 1972年 外務省外交史料館非常勤職員
- 1979年 同退官、防衛庁防衛研修所戦史部助手
- 1984年 同研究所研究員（組織変更に伴う身分変更）
- 1988年 同退官、筑波大学社会科学系助教授
- 1998年 同大学院人文社会科学研究科教授(1998-2012年)
- 2012年 同定年退職

### 海外研究歴
- 1982年-1983年 コロンビア大学東アジア研究所客員研究員
- 1995年-1996年 ハーバード大学ライシャワー日本研究所客員研究員

### 兼任など
- 2001年-2003年 筑波大学大学院国際政治経済学研究科長
- 2003年-2007年 同大学院人文社会科学研究科長
- 2007年-2009年 筑波大学理事・副学長
- 2007年-2009年 筑波大学学長特別補佐
- 2010年-2012年 筑波大学図書館長

### 主な学外活動
- 1996年-1999年 女性のためのアジア平和国民基金「慰安婦」問題資料専門委員会委員
- 2003年- 昭和館運営有識者会議委員
- 2004年- 文部科学省教科用図書検定調査審議会臨時委員
- 2005年- アジア歴史資料センター諮問委員会委員
- 2007年-2009年 日中歴史共同研究近現代史部会日本側委員
- 2009年-2010年 外務省参与、「核密約問題」調査委員会委員・座長代理

1984年阿南研究奨励賞、1991年、1996年に吉田茂賞（吉田茂国際基金）を受賞。

### 研究内容
- 慶應義塾大学では、学部・修士・博士と池井優に師事
- 自身が防衛研修所・外交史料館で整理にも携わった外務省・軍部関係史料、さらに散逸している大東亜省関係史料などを用い、太平洋戦争期における日本の対アジア外交構想の変遷を実証的に解明した研究で知られる。
- また、官庁付属の研究機関での経験が長く、筑波大学移籍後も各種の公的な歴史事業に参与してきた経験から、近年はそれらの経験をもとにした研究も行なっている。

### 日本史教科書検定関連
- 1984年提訴の家永教科書裁判第3次訴訟では被告（国）側の証人を務め、集団自決については安仁屋政昭などの沖縄研究者とはやや異なる意見を述べている[3]。

- 2007年の日本史教科書検定で沖縄戦における「集団自決強制」記述削除が問題となった際、臨時委員を務める教科用図書検定調査審議会（日本史小委員会）としては特に見解を示さなかったこと、また第三者機関である審議会の議論に対して、検定意見の原案となる調査意見書を提出する文部科学省の教科書調査官も審議に加わっていることを証言した[4]。

## 著書

### 単著
- 『「大東亜戦争」の時代――日中戦争から日米英戦争へ』（朝日出版社, 1988年）
- 『幕僚たちの真珠湾』（朝日新聞社［朝日選書］, 1991年／吉川弘文館「読みなおす日本史」, 2013年）
- 『太平洋戦争とアジア外交』（東京大学出版会, 1996年）- 英訳版（出版文化産業振興財団、2021年）
- 『歴史としての日米安保条約――機密外交記録が明かす「密約」の虚実』（岩波書店, 2010年）
- 『国家と歴史――戦後日本の歴史問題』（中央公論新社［中公新書］, 2011年）
  - 増訂版『日本の歴史問題――「帝国」の清算から靖国、慰安婦問題まで』（中公新書, 2022年12月）
- 『宰相鈴木貫太郎の決断――「聖断」と戦後日本』（岩波書店［岩波現代全書］, 2015年7月）
- 『「徴用工」問題とは何か――朝鮮人労務動員の実態と日韓対立』（中公新書, 2020年）
- 『サンフランシスコ講和と日本外交』（吉川弘文館, 2024年3月）
- 『日本終戦史 1944-1945――和平工作から昭和天皇の「聖断」まで』（中公新書, 2025年7月）

### 共著
- （戸部良一・五味俊樹・井上勇一・草野厚）『昭和史――その遺産と負債』（朝日出版社、1989年）
- （佐藤晋）『現代日本の東南アジア政策――1950-2005』（早稲田大学出版部、2007年）
- （戸部良一・松元崇）『決定版 日中戦争』（新潮社<新潮新書>、2018年）
- (戸部良一・赤木完爾・川島真・松元崇）『決定版 大東亜戦争（上）（下）』（新潮新書,2021年）
- （杉原誠四郎）『吉田茂という病』（自由社、2021年12月）
- （杉原誠四郎）『続・吉田茂という病』（自由社、2022年1月）

### 編著
- 『池田・佐藤政権期の日本外交』（ミネルヴァ書房、2004年）
- 『外交史　戦後編　日本の外交2』（岩波書店、2013年）
- 『日本外交の150年　幕末・維新から平成まで』（日本外交協会、2019年）、英訳版あり（出版文化産業振興財団、2022年）
- 『国家間和解の揺らぎと深化　講和体制から深い和解へ 和解学叢書3 政治・外交』（明石書店、2022年）

### 共編著
- （細谷千博・本間長世・入江昭）『太平洋戦争』（東京大学出版会, 1993年）
- （増田弘）『アジアのなかの日本と中国――友好と摩擦の現代史』（山川出版社, 1995年）
- （細谷千博・入江昭・後藤乾一）『太平洋戦争の終結――アジア・太平洋の戦後形成』（柏書房, 1997年）
- （ハラルト・クラインシュミット）『国際地域統合のフロンティア』（彩流社, 1997年）
- （平間洋一・イアン・ガウ）『日英交流史 1600-2000（3） 軍事』（東京大学出版会, 2001年）
- （戸部良一）『日中戦争の軍事的展開』（慶應義塾大学出版会, 2006年）
- （久保亨・西村成雄）『日中戦争の国際共同研究（5） 戦時期中国の経済発展と社会変容』（慶應義塾大学出版会, 2014年）
- （東郷和彦）『歴史問題ハンドブック』（岩波書店〈岩波現代全書〉, 2015年）
- （中村元哉）『日中戦争はなぜ起きたのか――近代化をめぐる共鳴と衝突』（中央公論新社, 2018年）
- （中村元哉）『日中の「戦後」とは何であったか』（中央公論新社, 2020年）
- （宮城大蔵）『日本外交をどう考えるか　日米安保・歴史問題から沖縄まで』（慶應義塾大学出版会, 2025年）

### 編纂史料
- （江藤淳・監修）『占領史録』（全4巻：講談社, 1981-82年、講談社学術文庫, 1995年、文庫新版（上下）, 2001年）
- （栗原健）『終戦工作の記録』（上下：講談社文庫, 1986年）
- （軍事史学会）『大本営陸軍部戦争指導班機密戦争日誌』（上下：錦正社, 1998年）
- （黒沢文貴ほか全5名）『侍従武官長奈良武次日記・回顧録』（全4巻：柏書房, 2000年、新版2012年）
- （佐藤元英）『慶應義塾大学所蔵 村上義一文書』（雄松堂出版［マイクロフィルム］, 2002年）
- （茶谷誠一）『金原節三 陸軍省業務日誌摘録 前編』（現代史料出版, 2016年）。後編は未刊